# 新疆花葵
新疆花葵（学名：Lavatera cashemiriana），为锦葵科花葵属下的一个植物种。